# Samara (riu)
|  | Aquest article tracta sobre el riu. Vegeu-ne altres significats a «Samara». |

|  | Per a altres significats, vegeu «Riu Somme». |

El Samara - Самара (rus) - és un riu de Rússia. És un afluent per l'esquerra del Volga. Discorre per les províncies de Samara i d'Orenburg. Té una llargària de 594 km i una conca de 46.500 km².
Neix al sud-oest de la serralada dels Urals, al nord-oest d'Orenburg, a Obsxi Sirt. Primer pren una direcció sud, però després d'uns pocs kilòmetres adopta una direcció oest, que predomina en la resta del curs. Desemboca al Volga a l'embassament de Saràtov, a Samara. Té un règim principalment nival. La seva època de crescuda de les aigües és abril-maig, després del desglaç, atès que el riu es manté sota el gel de novembre-desembre a abril. És navegable en els seus últims 41 km. Les principals ciutats per on passa el riu són Buzuluk i Samara.
L'asteroide 26922 Samara va ser anomenat amb el nom del riu i la ciutat l'1 de juny del 2007.